# セミオペラ
セミオペラ（Semi-opera）は、オペラの初期の形式の1つ。研究家たちの間では、dramatic[k] operaという用語が好まれている。

## 歴史
セミオペラは1673年から1710年の間、イングランドで発達した。ヘンリー・パーセルのオペラ、とくに『アーサー王』（King Arthur, 1691年）や『妖精の女王』（The Fairy-Queen, 1692年）に関連している。

## 特徴
セミ・オペラは歌手、語り手、ダンサーによって上演された。音楽は劇の中のラブ・シーン、あるいは超自然現象に関係したシーンのどちらかの後にすぐ続く瞬間などのために作られた。厳密にはイギリスだけのものでなく、スペインでも上演された。